# Mariana Pajón Londoño
Mariana Pajón Londoño (Medellín, 10 d'octubre de 1991) és una ciclista colombiana, medallista d'or olímpica i Campiona Mundial en BMX.
Va guanyar el seu primer títol nacional a l'edat de 5 anys i el seu primer títol mundial als 9. Ha guanyat 14 campionats mundials, 2 campionats nacionals en els Estats Units, 9 Campionats Llatinoamericans i 10 Jocs Panamericans. També ha guanyat l'or als Jocs Olímpics d'Estiu de 2012 de Londres i els de Rio de Janeiro 2016.
Va ser seleccionada per ser l'abanderada per Colòmbia en els Jocs Olímpics 2012.

## Palmarès
- 2008
  -  Campiona del món júnior en BMX - Cruiser
- 2009
  -  Campiona del món júnior en BMX
  -  Campiona del món júnior en BMX - Cruiser
- 2010
  - Medalla d'or als Jocs Centreamericans i del Carib en BMX
- 2011
  - Medalla d'or als Jocs Panamericans en BMX
  -  Campiona del món en BMX
- 2012
  -  Medalla d'or als Jocs Olímpics de Londres en BMX
- 2013
  -  Campiona del món en BMX - Contrarellotge
  - 1a a la Copa del món de BMX
- 2014
  - Medalla d'or als Jocs Centreamericans i del Carib en BMX
  -  Campiona del món en BMX
- 2015
  -  Campiona del món en BMX - Contrarellotge
  - 1a a la Copa del món de BMX
- 2016
  -  Medalla d'or als Jocs Olímpics de Rio de Janeiro en BMX